# Somewhere in Time
Somewhere in Time – szósty studyjny album grupy heavymetalowej Iron Maiden wydany w 1986 roku. Jest przełomowym albumem grupy, gdyż po raz pierwszy w jej historii zastosowano syntezatory gitarowe oraz efekty elektroniczne przy jej produkcji. 
Większość utworów na płycie w warstwie tekstowej nawiązuje do czasu, muzycznie zaś jest to płyta o melodyjnym brzmieniu i szybkiej sekcji rytmicznej w takich utworach jak „Caught Somewhere in Time” czy „The Loneliness of the Long Distance Runner”. Większość utworów napisanych zostało przez Steve'a Harrisa i Adriana Smitha, wyjątek stanowi jedynie utwór "Déjà Vu", którego współautorem jest Dave Murray. Kompozycje Bruce'a Dickinsona, które w znaczącym stopniu wypełniały dwa wcześniejsze albumy zostały odrzucone przez resztę zespołu, ponieważ nie pasowałyby do wizji jego lidera Steve'a Harrisa. Wokalista pragnął aby nowy album zawierał również lekkie akustyczne kompozycje. Sam wokalista wspominał w późniejszych wywiadach, że zamierzał w tamtym roku odejść z zespołu ze względu na zmęczenie muzyką heavymetalową. Album promowały dwa single: „Wasted Years”, który okazał się jednym z popularniejszych utworów zespołu oraz „Stranger in a Strange Land” z solo gitarowym Adriana Smitha. Wydaniu albumu towarzyszyła także trasa koncertowa Somewhere on Tour. Album w epoce sprzedał się w ponad 2 mln kopii tylko w USA, zaś na całym świecie w około 4,5 mln egzemplarzy.

## Lista utworów
1. "Caught Somewhere in Time" (Harris) – 7:25
2. "Wasted Years" (Smith) – 5:07
3. "Sea of Madness" (Smith) – 5:41
4. "Heaven Can Wait" (Harris) – 7:21
5. "The Loneliness of the Long Distance Runner" (Harris) – 6:30
6. "Stranger in a Strange Land" (Smith) – 5:44
7. "Déjà Vu" (Murray, Harris) – 4:55
8. "Alexander the Great (356-323 B.C.)" (Harris) – 8:35

## Wykonawcy
- Bruce Dickinson – śpiew
- Dave Murray – gitara elektryczna
- Adrian Smith – gitara elektryczna
- Steve Harris – gitara basowa
- Nicko McBrain – perkusja